# Villa Almagro
Villa Almagro es una localidad chilena, ubicada en la Provincia de Cautín, Comuna de Nueva Imperial en la Región de la Araucanía.
La comuna de Nueva Imperial está formado por dos núcleos urbanos: Nueva Imperial y Villa Almagro.
El pequeño poblado de Villa Almagro se ubica a orillas del río Cautín, a 5 kilómetros al sur de Nueva Imperial. Su nombre proviene en honor al conquistador español Diego de Almagro.
Villa Almagro es el segundo centro urbano en la comuna, ya que constituye un lugar de encuentro para el comercio, pues la población rural se desplaza continuamente a las ciudades en busca de servicios.
Se llega a través de una carretera asfaltada, siendo un lugar tranquilo para acampar y disfrutar del río.
En Villa Almagro nació el Premio Nacional de Literatura 1966 y director de la Biblioteca Nacional de Chile, Juvencio Valle.
El 25 de febrero de 2023 fue realizada en un bosque nativo próximo a la localidad la primera ceremonia de boda homosexual en tiempos modernos siguiendo el ritual de la religión mapuche para el matrimonio, el wefún, entre dos mujeres lesbianas residentes en la comuna. Asimismo, dicho evento marcó un hito al ser el primer reconocimiento de uniones del mismo sexo en Chile por parte de uno de los pueblos indígenas del país.